# REDCap (Research Electronic Data Capture)
 (mars 2018).
REDCap (Research Electronic Data Capture) est une solution logicielle d'acquisition électronique de données sur navigateur reposant sur métadonnées, pour la conception de bases de données de recherche clinique et translationnelle. Il est largement utilisé dans le milieu de la recherche universitaire : le consortium REDCap est un réseau collaboratif et international de plus de 2400 partenaires institutionnels dans plus de 115 pays, avec plus de 590 000 utilisateurs finaux utilisant le logiciel pour plus de 450 000 recherches en cours.

## L'histoire
REDCap a été développé par une équipe informatique à l'Université Vanderbilt avec l'appui continu de subventions du NCRR (National Center for Research Resources) et du NIH. REDCap a été conçu pour résoudre les problèmes communs des chercheurs biomédicaux universitaires souhaitant utiliser des bases de données électroniques. Tout d'abord, les grands fournisseurs de solutions d'acquisition électronique de données (EDC : electronic data capture) et de systèmes de gestion des données cliniques (CDMS : clinical data management system) s'adressent aux promoteurs de grands essais cliniques, avec des prix pouvant être prohibitifs pour les études initiées par des chercheurs et autres études à plus petite échelle. Deuxièmement, l'environnement de la recherche indépendante manque souvent du support informatique nécessaire pour une bonne intégration des technologies de l'information dans les protocoles de recherche. Le logiciel REDCap tente de faciliter le soutien informatique pour les chercheurs cliniques et de favoriser un réseau de collaboration entre les chercheurs travaillant dans des établissements qui partagent REDCap comme outil de recherche.

## Licence logicielle et utilisation prévue
Bien que REDCap soit disponible gratuitement pour les partenaires institutionnels, ce n’est pas un logiciel open source. Le logiciel est limité dans l’utilisation à des fins de recherche non commerciale. REDCap est également limité dans la redistribution : Vanderbilt est la seule entité qui peut le distribuer. En outre, tous les éléments dérivés tels que des ajouts ou des fonctionnalités de programmation ajoutés par les utilisateurs sont essentiellement détenus par Vanderbilt. Vanderbilt recense ces éléments dans la bibliothèque du consortium REDCap, laquelle est disponible pour tous les membres du consortium. Le Contrat de Licence Utilisateur Final prévoit également le contrôle par Vanderbilt des publications sur REDCap, en précisant que Vanderbilt doit coordonner et avoir un contrôle éditorial sur toutes "les publications créées par les MEMBRES du CONSORTIUM à propos du LOGICIEL et de sa méthodologie, de ses fonctionnalités et/ou de ses capacités."  Les publications qui décrivent les études scientifiques qui ont utilisé REDCap sont exclues de ces restrictions éditoriales.
REDCap est distribué par Vanderbilt à des institutions partenaires du consortium, qui, à leur tour, en donnent l’accès à ses équipes de recherche. La mise au point d’un projet sur REDCap suit un déroulement décrit par les développeurs. Sur demande, l’équipe informatique de l’institution fait une démonstration de REDCap à l’équipe de recherche, mettant en évidence les fonctionnalités les plus pertinentes de l’interface utilisateur. Les chercheurs remplissent ensuite une feuille de calcul Microsoft Excel avec les métadonnées clés (c’est-à-dire un nom de variable, le type de données, la plage de données, etc.) sur chaque mesure de leur CRF. L’équipe informatique convertit ce modèle de feuille de calcul en tables de base de données spécifiques à l’étude qui sont liées à des formulaires d’acquisition électronique de données sur navigateur. Les chercheurs testent ensuite ce prototype en remplissant des données factices. Les métadonnées de la feuille de calcul sont revues et améliorées dans un processus itératif. Une fois le projet finalisé sur REDCap, l’application est mise en production, c’est-à-dire qu’elle est dès lors utilisée sur des données réelles pour la réalisation du travail prévu. Toutes les données factices sont supprimées et les chercheurs peuvent commencer à enregistrer les données qu’ils ont recueillies (par exemple les données des patients, dans le cadre d’une recherche clinique).
Lorsqu’un projet est mis en production, si de nouvelles modifications de base de données sont souhaitées, elles doivent être revues par l’équipe informatique, notamment pour mesurer l’impact sur les données qui seraient déjà enregistrées dans la base. En outre, certaines modifications ne sont pas permises par le logiciel. Par exemple, les modifications des métadonnées de l’outil de calendrier REDCap ne sont pas possibles une fois mis en production, de sorte que les chercheurs sont invités à être très prudents dans la formulation des métadonnées et d’événements avant d’engager la rigidité du mode de production.